# Franz Meerts

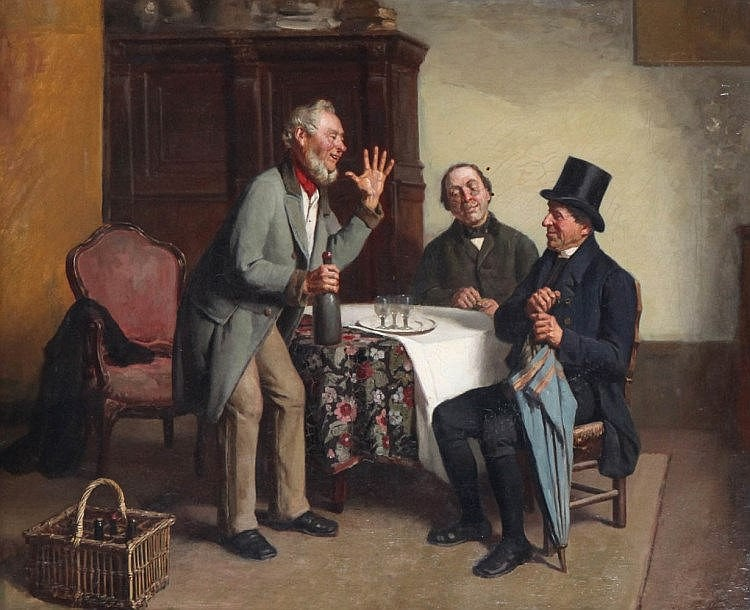
Die Weinprobe

Franz Meerts (auch Frans Meerts, * 1836 in Gent; † Mai 1896 in Brüssel) war ein belgischer Genre- und Stilllebenmaler sowie Aquarellist.
Franz Meerts studierte an der Koninklijke Academie voor Schone Kunsten in Gent. Später zog er nach Brüssel, wo er das private Kunstatelier von Jean-François Portaels besuchte.
Meerts wurde von der belgischen Regierung beauftragt, nach Spanien und Italien zu reisen, um die Werke der großen Meister zu kopieren. Anlässlich dieser Reisen studierte er die Technik des Freskos.
Meerts war Mitbegründer zweier Künstlervereinigungen in Brüssel. Die erste war „L’Union des Arts“, die von 1876 bis 1885 bestand und Gruppenausstellungen organisierte. Drei solcher Ausstellungen fanden im Atelier von Meerts statt.
Mitglieder dieser Vereinigung waren Louis Baretta, Marie de Bièvre, Charles Defreyn, Jules Dujardin, Joseph Flameng, Ernest Hoerickx, Louis Ludwig, Leon Massaux, Joseph Middeleer, René Ovyn, Emile Rimbout, Pieter Stobbaerts, Flori van Acker und H. Van der Taelen.
Franz Meerts gründete daraufhin eine neue Vereinigung junger Künstler, die 1885 den Namen „Voorwaarts“ erhielt. Mitbegründer war Louis Baretta. Das Motto lautete: „Hooger ist ons doel“ (Höher ist unser Ziel). Zu seinen Mitgliedern gehörten Ernest Hoerickx, Leon Massaux, Emile Rimbout, Jan Stobbaerts, Pieter Stobbaerts, Eugène Surinx, Flori van Acker und Camille Wauters. Später schlossen sich Theodoor Verstraete, Emile Claus, Adrien-Joseph Heymans, Gustave Vanaise, Alfred Verhaeren, Victor Gilsoul, Eugène Laermans, August De Bats, Henri Ottevaere und Emile Van Doren an. Der erste Salon von „Voorwaarts“ fand 1885 in der Ijzerenkruistraat im Zentrum Brüssels statt. 1888 stellte „Voorwaarts“ in den Königlichen Museen der Schönen Künste in Brüssel aus. Die Vereinigung blieb bis 1893 tätig.
Franz Meerts erhielt vom Stadtrat von Leuven den Auftrag, Werke von Dierick Bouts für das Rathaus von Leuven zu kopieren. Er schloss die Arbeiten in 1899–1890 ab. In den letzten Jahren seines Lebens restaurierte er die Wandgemälde der Peterskirche in Anderlecht.
Meerts war mehr als zwanzig Jahre lang Direktor der Kunstakademie von Soignies. Er war Mitautor von „La Belgique illustrée“.